# Saburo Kawabuchi
Saburo Kawabuchi, född 3 december 1936 i Osaka prefektur, Japan, är en japansk tidigare fotbollsspelare.